# Македонские названия месяцев
Македонские месяцы (макед. Македонски месеци) — названия 12 календарных месяцев, которые используются официально в Северной Македонии и в других странах, где проживают македонские общины. В целом применяются как стандартные международные формы латинского происхождения (в официальных источниках и церковных календарях), так и старославянские названия в различных сельских местностях — последние соответствуют определённым природным циклам или сельскохозяйственным работам. Современные формы вошли в употребление в конце XIX века и изначально заканчивались на «-ја» (јануарија, февруарија, септемврија, декемврија и т.д.). Стандартные нормы утвердились благодаря образованию на македонском языке.

## Общепринятые названия

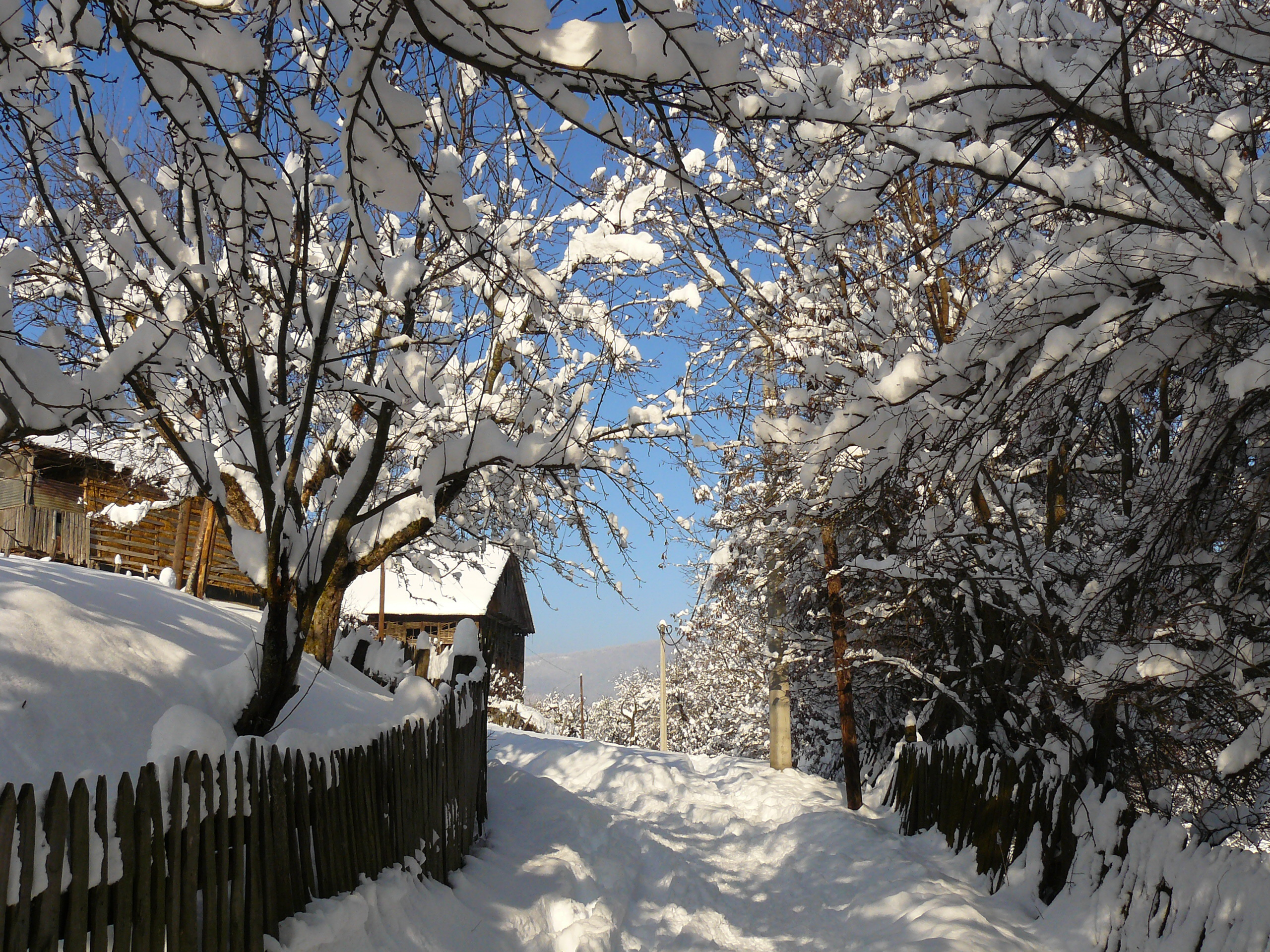
Декабрь в Таймиште, община Кичевско. Декабрь иногда называется «снежником» в Северной Македонии

| Месяц    | Имя на македонском | Старославянское имя | Описание                       |
| -------- | ------------------ | ------------------- | ------------------------------ |
| Январь   | Јануари            | Коложег             | Месяц сжигания дров            |
| Февраль  | Февруари           | Сечко               | Месяц морозов                  |
| Март     | Март               | Цутар               | Месяц цветения                 |
| Апрель   | Април              | Тревен              | Месяц травы                    |
| Май      | Мај                | Косар               | Месяц скашивания травы         |
| Июнь     | Јуни               | Жетвар              | Месяц жатвы                    |
| Июль     | Јули               | Златец              | Золотой месяц                  |
| Август   | Август             | Житар               | Месяц хлеба                    |
| Сентябрь | Септември          | Гроздобер           | Месяц сбора гроздьев винограда |
| Октябрь  | Октомври           | Листопад            | Месяц опадания листвы          |
| Ноябрь   | Ноември            | Студен              | Холодный месяц                 |
| Декабрь  | Декември           | Снежник             | Снежный месяц                  |

## Народные имена в разных районах
- В Гевгелии С. Танович зафиксировал следующие отличия в народных названиях месяцев: май — црешар, июнь — житвар, июль — билјар, август — прабражденски, сентябрь — бугуројчин или груздобер, октябрь — митровски или касим, ноябрь — листупад, декабрь — гулемијут месиц или бужикјов[1].
- В селе Пирава, Валадново упоминаются следующие названия: коложег — январь, сечко — февраль, летник — март, тревен — апрель, цутник — май, црвеник — июнь, горешник — июнь, гумнар — август, гроздобер — сентябрь, листокап — октябрь, снежен — ноябрь, студен — декабрь[2].
- В районах Бошавии, у подножья горы Кожуф кавадарцы называют по-разному месяцы. Так, ноябрь у них называется алистоп, а декабрь — андреја, поскольку македонцы говорили, что в канун празднования памяти Андрея Первозванного (30 ноября или 13 декабря, в зависимости от календаря) всегда выпадает снег. Январь называется коложег, поскольку его считали худшим и самым холодным зимним месяцем, поэтому кололи дрова, чтобы потом сжечь их и согреться.
- В местечке Голо-Брдо (Албания) январь называют коложек или колоџек, июнь — черешнар или црешнар, июль — жетвар, ноябрь — дорвар или дрвар, декабрь — јôдре[3].

## Соответствие христианским праздникам
Этнологи и антропологи установили, что в македонской народной культуре продолжительность каждого месяца можно было установить по каким-либо церковным или народным праздникам, которые назывались по-македонски «меџници» или «синори». В македонском народном календаре месяцы распределялись примерно так:
- Январь: от Святого Варфоломея до Василицы
- Коложег: от Василицы до Святого Трифуна
- Февраль: от Святого Трифуна до Летника
- Март: от Летника до Благовещения
- Апрель: от Благовещения до Иеремии
- Май: от Иеремии или Святого Георгия до Троицы или Петрова поста[4]
- Июнь: от Троицы или Петрова поста до Иванова дня
- Июль: от Ильина дня до Успения Богородицы
- Август: от Успения Богородицы до Воздвижения Креста Господня
- Сентябрь: от Воздвижения Креста Господня до Параскевиного дня[макед.]
- Октябрь: от Параскевиного дня от Дмитриева дня
- Ноябрь: от Дмитриева дня до Введения во храм Пресвятой Богородицы
- Декабрь: от Введения во храм Пресвятой Богородицы до Святой Анны или Святого Игнатия[5]

В данной трактовке год состоит из 13 месяцев (февраль заменён двумя месяцами), что указывает на то, что в старину македонцы пользовались лунным календарём.